# Olympische Sommerspiele 1924/Teilnehmer (Brasilien)
| Gelbes Symbol für Goldmedaillen mit stilisierten Olympischen Ringen | Graues Symbol für Silbermedaillen mit stilisierten Olympischen Ringen | Braundes Symbol für Bronzemedaillen mit stilisierten Olympischen Ringen |
| ------------------------------------------------------------------- | --------------------------------------------------------------------- | ----------------------------------------------------------------------- |
| —                                                                   | —                                                                     | —                                                                       |

Brasilien nahm an den Olympischen Sommerspielen 1924 in Paris, Frankreich, mit einer Delegation von elf Sportlern (allesamt Männer) teil.

## Teilnehmer nach Sportarten

### Leichtathletik
- Álvaro Ribeiro
100 Meter: Vorläufe
200 Meter: Vorläufe

- Narciso Costa
400 Meter: Vorläufe
800 Meter: Vorläufe

- Alfredo Gomes
5000 Meter: Vorläufe
Geländelauf: Rennen nicht beendet

- Alberto Byington
110 Meter Hürden: Vorläufe

- Eurico de Freitas
Stabhochsprung: 11. Platz

- José Galimberti
Kugelstoßen: 25. Platz
Diskuswurf: 20. Platz

- Octávio Zani
Kugelstoßen: ohne gültige Weite
Diskuswurf: 23. Platz
Hammerwurf: 14. Platz

- Willy Seewald
Speerwurf: 18. Platz

### Rudern
- Edmundo Branco
Doppelzweier: 4. Platz

- Carlos Branco
Doppelzweier: 4. Platz

### Schießen
- José Macedo
Kleinkaliber, liegend: 38. Platz